# インテリジェントパワーモジュール
インテリジェントパワーモジュール（Intelligent Power Module、IPM）は、電力を制御するパワーMOSFETや絶縁ゲートバイポーラトランジスタ（IGBT） などのパワーデバイスの駆動回路や自己保護機能を組み込んだ電力用半導体素子である。1990年に初めて発表された。
IPMが登場する数年前に前身とも言える駆動回路を内蔵したパワートランジスタモジュールが三洋電機により開発、実用化され同社製やダイキン工業製エアコンで使われた。
IPMを用いることで、従来の種々のIGBTに合わせた駆動回路や保護回路の設計が軽減できる。
製品に適用した場合のメリットは従来の単体素子と比べて最適容量のモジュールが適用できる上すべての部品を1枚の基板へ搭載することで修理交換作業が簡単かつ確実に行えることである。
また1つのモジュール内にパワー素子のほかに駆動用電源部とインバータの波形を発生させるマイコンを複合搭載したISPMといったモジュールも日立から発表されている。

## 自己保護機能
- 過熱保護
- 短絡保護
- 過電流保護
- 制御電源異常保護

## 用途
- パワーコンディショナー
  - 無停電電源装置
  - 太陽光発電
  - 風力発電
- モーター制御機器
  - 洗濯機
  - 掃除機
  - 電気自動車
  - エアコン
  - 冷蔵庫
  - 電磁調理器
  - ACサーボ
  - 鉄道車両
  - エレベーター
  - 自動車

## 主な製造メーカー
- 三菱電機
- フェアチャイルドセミコンダクター
- 富士電機
- サンケン電気
- オン・セミコンダクター（旧三洋半導体）
- STマイクロエレクトロニクス
- インターナショナル・レクティファイアー
- LS Power Semitech（LS産電とインフィニオン・テクノロジーズとの合弁会社）
- セミクロン（英語版）
- ヴィセド (VISEDO) - Danfoss（英語版）が2017年に買収を発表[1]
- インゲティム（スペイン語版）
- ローム